# صياغة (مادبا)
صياغة منطقة سكنية تقع في لواء قصبة مادبا، محافظة مادبا في الأردن. تنتمي المنطقة لقضاء الفيصلية الذي يضم 5 مناطق. يقدر عدد سكانها بـ 5 نسمة حسب إحصاء 2015.

## الوصلات الخارجية
- دائرة الاحصاءات العامة